# 19423 Hefter
19423 Hefter è un asteroide della fascia principale. Scoperto nel 1998, presenta un'orbita caratterizzata da un semiasse maggiore pari a 2,4168579 UA e da un'eccentricità di 0,1114301, inclinata di 1,00816° rispetto all'eclittica.